# Tex Ritter
Tex Ritter, właśc. Maurice Woodward Ritter (ur. 12 stycznia 1905, zm. 2 stycznia 1974) – amerykański piosenkarz i kompozytor gatunku country. Zdobył popularność również jako aktor w audycjach radiowych i jako śpiewający kowboj w westernach. Jego najbardziej znanym nagraniem jest piosenka Do not forsake me, oh my darling..., będąca lejtmotywem filmu W samo południe z roku 1952.
Urodził się w hrabstwie Panola w Teksasie, a karierę rozpoczął jako radiowiec w Nowym Jorku w 1929 roku, występując w audycjach z cyklu The Lone Ranger i Death Valley Days. Występował także na scenach teatralnych Nowego Jorku.
W połowie lat 30. XX wieku przeniósł się do Hollywood, gdzie nakręcił ponad 80 filmów, głównie westernów. Ostatnie lata życia spędził w Nashville w stanie Tennessee, gdzie występował w popularnym programie radiowym Grand Ole Opry.